# سکرد هارت (مینه‌سوتا)
سکرد هارت، مینه‌سوتا (به انگلیسی: Sacred Heart, Minnesota) یک شهر در ایالات متحده آمریکا است که در شهرستان رنویل واقع شده‌است.

## خصوصیات
سکرد هارت ۲٫۵۶ کیلومترمربع مساحت و ۵۴۸ نفر جمعیت دارد و ۳۲۶ متر بالاتر از سطح دریا واقع شده‌است.